# El Mercurio de Antofagasta
El Mercurio de Antofagasta es un periódico chileno, de carácter local, editado en la ciudad de Antofagasta, capital de la Región de Antofagasta. Es uno de los periódicos más antiguos de El Mercurio S.A.P. y también el más antiguo que aún se publica en la ciudad.[cita requerida]
Las oficinas de El Mercurio de Antofagasta se ubican en calle Manuel Antonio Matta 2112, en el centro de Antofagasta. El periódico se encuentra afiliado a la Asociación Nacional de la Prensa, y a la Sociedad Interamericana de Prensa.

## Historia

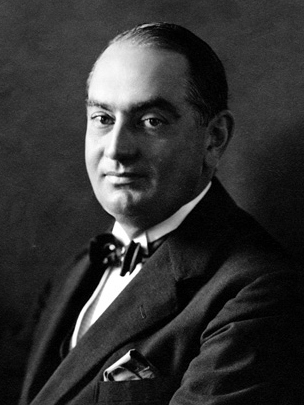
Agustín Edwards Mac-Clure, fundador del periódico.

El periódico fue fundado el 16 de diciembre de 1906 por Agustín Edwards Mac-Clure, quien ya se desempeñó como fundador de El Mercurio de Santiago. Posteriormente continuaría como el principal diario de Antofagasta. Sus primeras dependencias estaban ubicadas en Baquedano 564, entre las calles Condell y Latorre, en un elegante edificio de 2 pisos, demolido hace algunos años.
Durante sus primeros años, le tocó competir con otros importantes diarios como El Industrial y El Abecé, hasta fines de los años 50, cuando este último desapareció.
El primer formato que tuvo el diario era de tipo sábana (74×57 cm) y diseñado a 8 columnas, el cual perduró hasta el 31 de agosto de 1912. Además, durante sus primeros años se destinaba gran parte del diario a los avisos publicitarios. En 1926, es comprado por la Sociedad Chilena de Publicaciones (SOCHIPU, empresa ligada a la Compañía Salitrera Anglo Lautaro) y pasó a llamarse El Mercurio de Antofagasta, puesto que antes solo se llamaba El Mercurio y más abajo la reseña "Edición de Antofagasta".
El 13 de diciembre de 1951 el edificio sufrió un incendio que afectó la bodega de materiales y el taller de fotografía, quedando paralizadas parcialmente sus funciones. El 31 de julio de 1954 se inauguran sus actuales dependencias.
Fue uno de los primeros medios nacionales en integrar sistemas computacionales en la redacción en 1978. Un año más tarde, el 14 de febrero de 1979, comienza a utilizar el sistema ófset, reemplazando al antiguo sistema de impresión tipográfica. El 22 de agosto de 1984 un artefacto explosivo detonó en las dependencias del diario, dañando ventanales y sectores cercanos a los talleres de impresión.
En 2001 el diario fue declarado «hijo ilustre» y distinguido con el Ancla de Oro de Antofagasta. En 2006 y 2007, El Mercurio de Antofagasta celebró 100 años de actividad periodística, período en el cual realizó numerosas actividades conmemorativas. La tradicional ceremonia de cambio de folio se realizó el 15 de diciembre de 2006, encabezada por el director de ese entonces, Arturo Román Herrera.
Actualmente, el diario lidera el desarrollo tecnológico en la prensa con la implementación de la plataforma Millenium, en el año 2006.

## Cambios de diseño y formato
En cuanto a su diseño, ha registrado grandes cambios que han afectado, incluso, a la estética del diario. Durante casi ochenta años, el diario adoptó el formato broadsheet y empleaba distintos tipos de letra, muchas de ellas desconocidas hasta el día de hoy. Hasta 1940, el diseño del diario incorporaba textos escritos principalmente en tipografía serifa y empleando las tipografías grotescas condensadas como elemento secundario (como la Alternate Gothic). A partir de la década de 1940 se emplea la tipografía Erbar en el diseño de las páginas, sumada a una tipografía geométrica (similar a la tipografía Metro). Este esquema perdura hasta el rediseño de 1978, en el cual, las tipografías serifas vuelven a liderar el diseño de la primera plana.
En agosto de 1983, el periódico adoptó el formato tabloide, reemplazando al anterior, con el objeto de informar mejor al lector. Sucesivamente, fueron incorporándose mayores cambios en la portada y las páginas interiores.[cita requerida] Junto con el cambio de formato, se adopta un nuevo diseño, integrando los colores azul y magenta a los titulares. La tipografía Erbar Condensed marcaba los títulos y bajadas, mientras que Century lo hacía con el cuerpo del texto. Además, incorporaba tipografías del tipo sans-serif, similares a la tipografía Folio Condensed. Este diseño se mantuvo hasta mediados de 1994, siendo reemplazado por un nuevo diseño de portada, en cuyos títulos incorporaba la tipografía Helvetica en cursiva. Al año siguiente, el diseño de la portada fue nuevamente modificado, incorporando esta vez las tipografías Aurora, ITC Clearface, Times Bold y Univers Bold en los indicadores de página. Al año siguiente, se realizó una breve modificación del diseño, en el cual el titular del diario estaba redactado en mayúscula, conservando la distribución tipográfica. En 1997, nuevamente se rediseña la portada, sustituyendo las anteriores tipografías por la tipografía Univers de manera íntegra en todo el diseño de la portada. Cabe mencionar que, a pesar de las modificaciones de las portadas, tanto el logotipo como el diseño de las páginas interiores se siguió manteniendo. Al interior del diario, se empleaban las tipografías Helvetica Bold (titulares) y Times (bajadas y texto).
El 4 de octubre de 1998 fue lanzado un nuevo formato, con una nueva portada y un logo más renovado que el anterior (El Mercurio de Antofagasta en mayúsculas, color blanco y dentro de un cuadrado azul, y una ilustración del territorio de la región). El diario empleaba las tipografías Franklin Gothic Black, Helvetica Black, Light, Regular e Italic y Times. En el titular, se destacaba los titulares redactados en tipografía Franklin Gothic Black, en tono blanco y con fondo azul cobalto. Este diseño perduro hasta 1999, el cual se cambió el color del titular (esta vez por un color vino) y se eliminó el fondo de color. Este esquema gráfico de la portada perduró hasta fines de 2000.
En diciembre de 2000, vuelve a cambiar de logo y de diseño, manteniendo el tradicional Tabloide y el uso de algunas tipografías, como Franklin Gothic Black (epígrafe) y Times (cuerpo de la noticia), sumándose las tipografías Franklin Gothic Bold Condensed (titulares) y American Typewriter (bajadas de texto de noticia). Este diseño fue variando con el tiempo y perduró hasta el 28 de marzo de 2009..
El 29 de marzo de 2009, debutó un nuevo logotipo y diseño, manteniendo el formato tabloide. Las tradicionales tipografías Times y Franklin Gothic fueron reemplazadas por las fuentes Griffith Gothic y Proforma. El logotipo del diario era la palabra EL MERCURIO escrita en tipografía Georgia, mientras que la expresión "DE ANTOFAGASTA" está escrita con tipografía Franklin Gothic Black. Este nueva disposición gráfica fue utilizada hasta el 17 de agosto de 2011
Al día siguiente, El Mercurio de Antofagasta realizó un nuevo cambio de diseño, adoptando el formato berlinés e incorporación nuevas familias tipográficas, siguiendo los pasos de otros diarios regionales pertenecientes a El Mercurio.
En el diseño de sus páginas ocupa las tipografías Publico y Amplitude, ambas del diseñador tipográfico estadounidense, Christian Schwartz.
A contar de la edición del lunes 8 de mayo de 2023, el diario impreso adopta nuevamente el formato tabloide.

## Formato y suplementos
El formato de El Mercurio de Antofagasta es berlinés. Posee una extensión variable de páginas de acuerdo a cada día de la semana.
Hasta agosto de 2011, El Mercurio de Antofagasta dividía su publicación en 2 cuerpos: el cuerpo A contenía todas las informaciones de carácter regional, mientras que el cuerpo B contenía las noticias de Chile y el resto del mundo. El día domingo publica adicionalmente el cuerpo C, donde se encuentran los avisos económicos, clasificados por rubro y categoría. El cuerpo B fue suprimido en 2011, siendo incorporado al cuerpo principal del diario.
También, el día domingo circula el suplemento "Domingo", en el cual se presentan investigaciones periodísticas y temas de interés general.